# Lindmania oliva-estevae
Espèce
Classification phylogénétique
Lindmania oliva-estevae est une espèce de plante de la famille des Bromeliaceae, endémique du Venezuela.